# Rijk der duizend eilanden

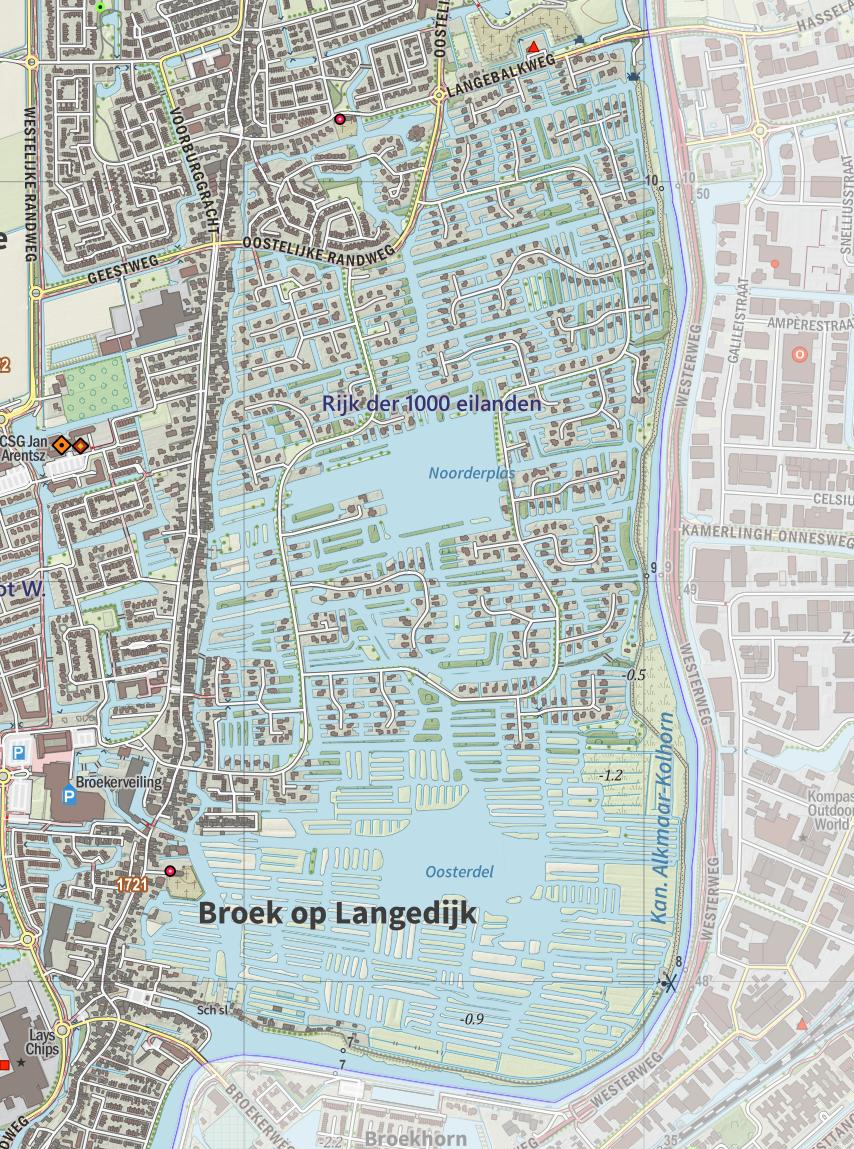
Kaart van het Rijk der duizend eilanden

Het rijk der duizend eilanden is de naam voor de oorspronkelijk meer dan vijftienduizend akkers op kleine eilandjes die zijn aangelegd rond de Noord-Hollandse dorpen Broek op Langedijk, Zuid- en Noord-Scharwoude. Het is deel van de Geestmerambachtpolder. en wordt ook wel het Oosterdel genoemd. Langs de rand van het huidige eilandenrijk ligt de Broeker veiling. 

## Geschiedenis
Het gebied Oosterdel vindt zijn oorsprong ten tijde van de veenontginning in de periode tussen de 10de en 12de eeuw. Vanuit de kuststrook van Bergen en Schoorl werd het gebied in oostelijke richting ontgonnen. Het gebied bezat diverse meren, waaronder het Ooster- en Zuiderdel. Met de komst van de Westfriese Omringdijk en de Oosterdijk werd het land minder gevoelig voor getijdenwerking. Om die reden werden er polders aangelegd waaronder, in de periode 1625-1629, de Noord- en Zuid-Scharwouderpolder. De Oosterdel als meer bleef echter bestaan. Door polderaanleg veranderde het gebruik van landbouw naar veeteelt. Door massale sterfte van vee tijdens de vee- of runderpest in de 18de eeuw verdween veeteelt weer geleidelijk. In de 19de eeuw werd gras- in bouwland omgezet en ontstond de kolenteelt. Rond 1900 werd voor 80% landbouwgrond voor koolteelt gebruikt.
Tussen 1968 en 1974 is in de Geestmerambacht-polder een ruilverkaveling en herinrichting doorgevoerd, waarbij een groot gedeelte van het oorspronkelijke eilandenrijk is verdwenen. Voorbereidingen hiertoe waren al in de jaren 1950 begonnen.
Het resterende 1000 eilandenrijk is tegenwoordig opgedeeld in twee delen. De ene helft van de grond is teruggegeven aan de natuur en de andere helft bestaat uit eilanden waarop 500 vrijstaande woningen zijn gerealiseerd.

## Galerie

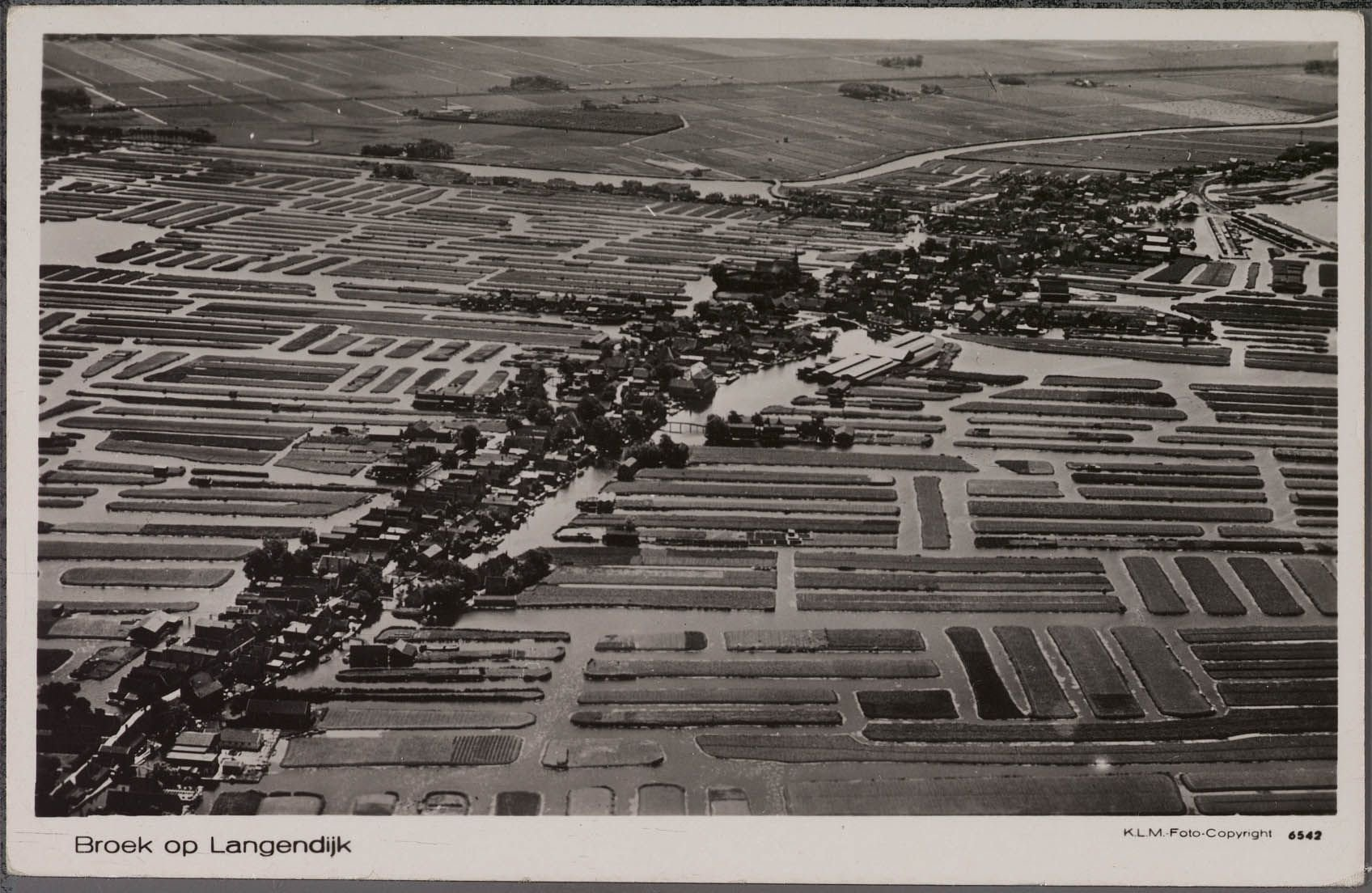
Polderlandschap Langedijk, 1938
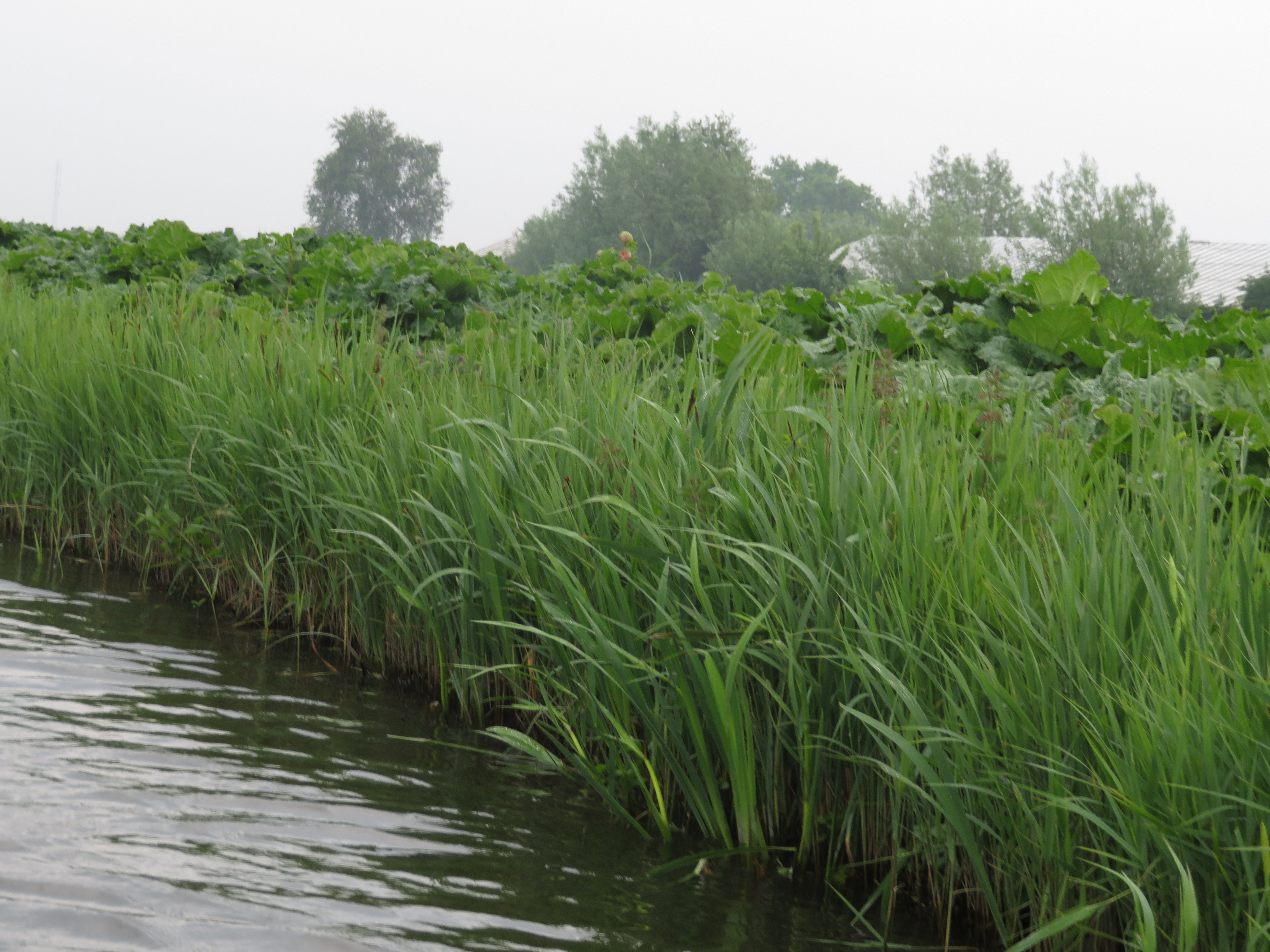
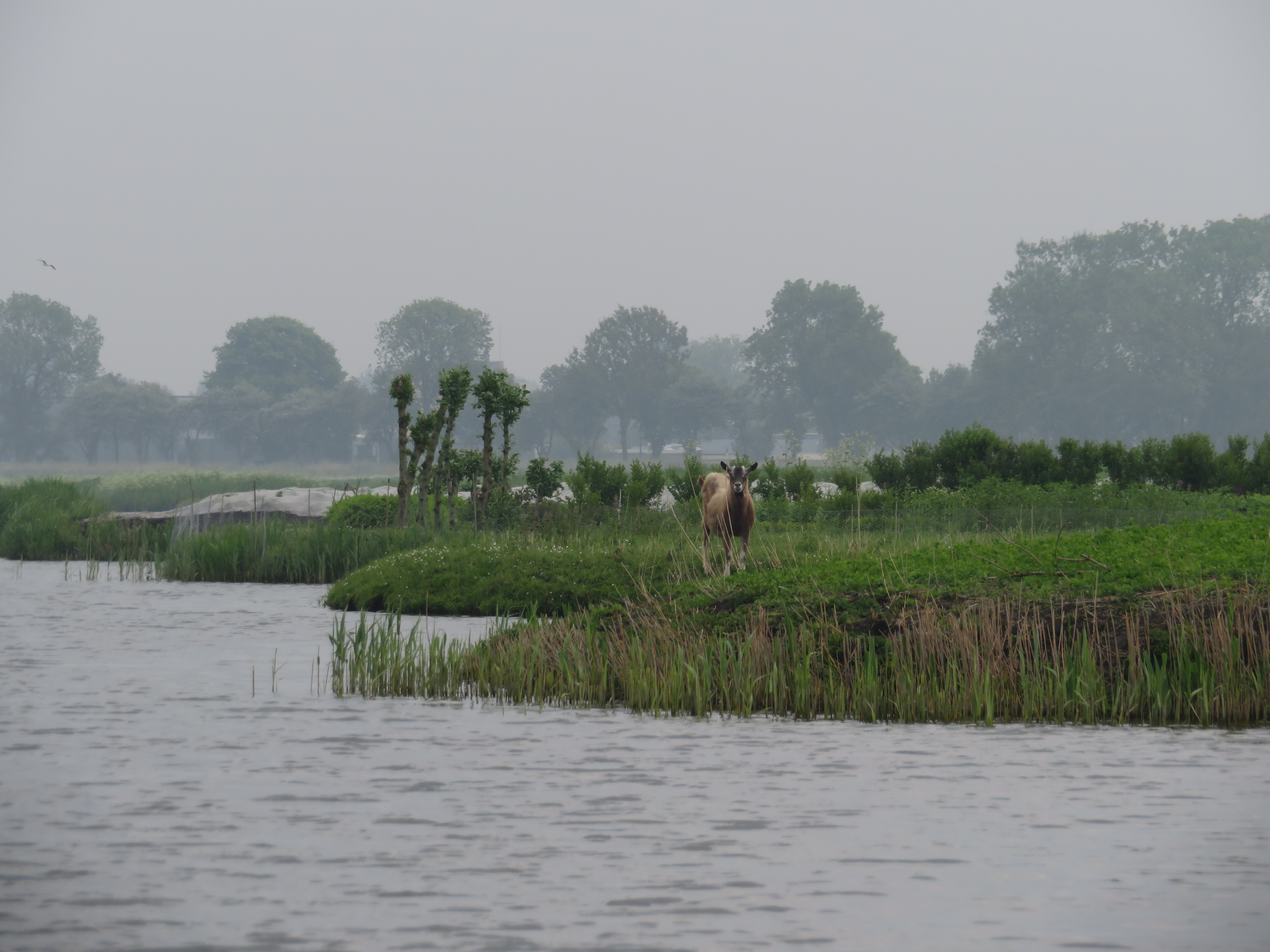
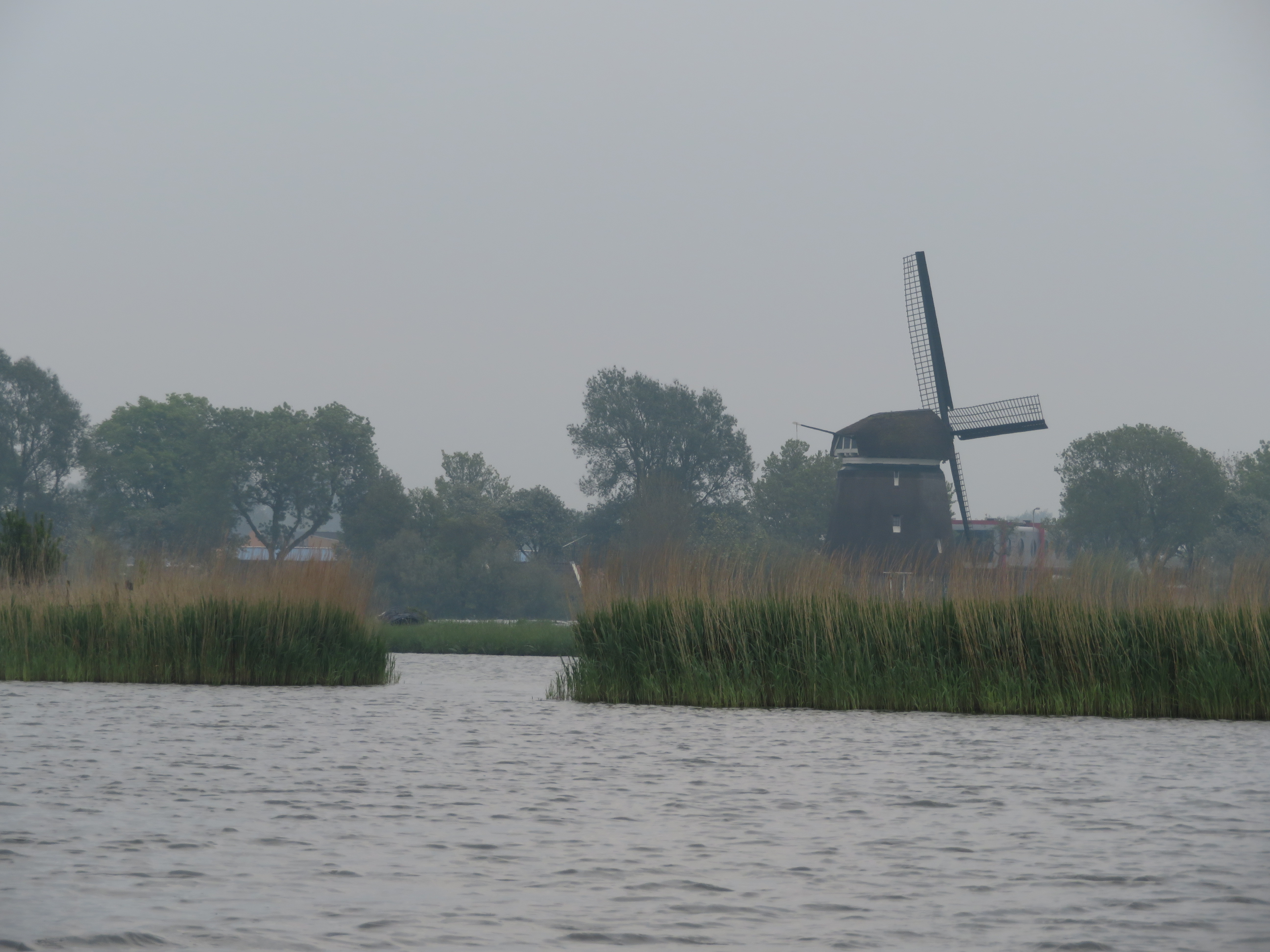

- Over vaarveiling

## Trivia
- Vanaf eind jaren 1930 werd het eilandenrijk onder de benaming "Rijk der duizend eilanden" aangeprezen als een toeristische trekpleister.[8][9][10]